# Mercedes-Benz W113
O Mercedes-Benz W 113 é um roadster/cupê de luxo de dois lugares, apresentado no Salão do Automóvel de Genebra de 1963 e produzido de 1963 a 1971. Substituiu o 300 SL (W 198) e o 190 SL (W 121 BII). Dos 48.912 W 113 SL produzidos, 19.440 foram vendidos nos EUA.
O W 113 SL foi desenvolvido sob os auspícios do Diretor Técnico da Mercedes-Benz, Fritz Nallinger, do Engenheiro-Chefe Rudolf Uhlenhaut e do Chefe de Estilo Friedrich Geiger, que já havia projetado os icônicos 500K/540K e 300 SL. Os designers principais foram Paul Bracq e Béla Barényi, que criaram seu teto rígido patenteado e ligeiramente côncavo, que inspirou o apelido "Pagoda".
Todos os modelos eram equipados com motor de seis cilindros em linha com injeção de combustível multiponto. O capô, a tampa do porta-malas, os revestimentos das portas e a cobertura da caçamba eram feitos de alumínio para reduzir o peso. O chassi relativamente curto e largo, combinado com uma excelente suspensão, freios potentes e pneus radiais, conferia ao W 113 uma dirigibilidade soberba para a época. O estilo da dianteira, com seus característicos faróis Bosch "aquário" verticais e a grade cromada simples, dominada pela grande estrela de três pontas no painel frontal, prestava homenagem ao roadster 300 SL.
Os W 113 SL eram tipicamente configurados como "Coupé/Roadster" com capota de lona e, opcionalmente, uma capota rígida removível. A configuração 2+2 foi introduzida com o 250 SL "California Coupé", que tinha um banco traseiro rebatível em vez da capota de lona.